# Axolemma
Axolemma je plazmatickou membránu axonu. Pojem pochází z kombinace řeckých slov axon a eilema = pouzdro. Uvnitř axolemmy se nachází axoplazma. Axolemma má iontové kanálky a udržuje memnbránový potenciál neuronu.